# Haworthia venosa
Haworthia venosa är en grästrädsväxtart som först beskrevs av Jean-Baptiste de Lamarck, och fick sitt nu gällande namn av Adrian Hardy Haworth. Haworthia venosa ingår i släktet Haworthia och familjen grästrädsväxter.

## Underarter
Arten delas in i följande underarter:
- H. v. granulata
- H. v. tessellata
- H. v. venosa
- H. v. woolleyi

## Bildgalleri

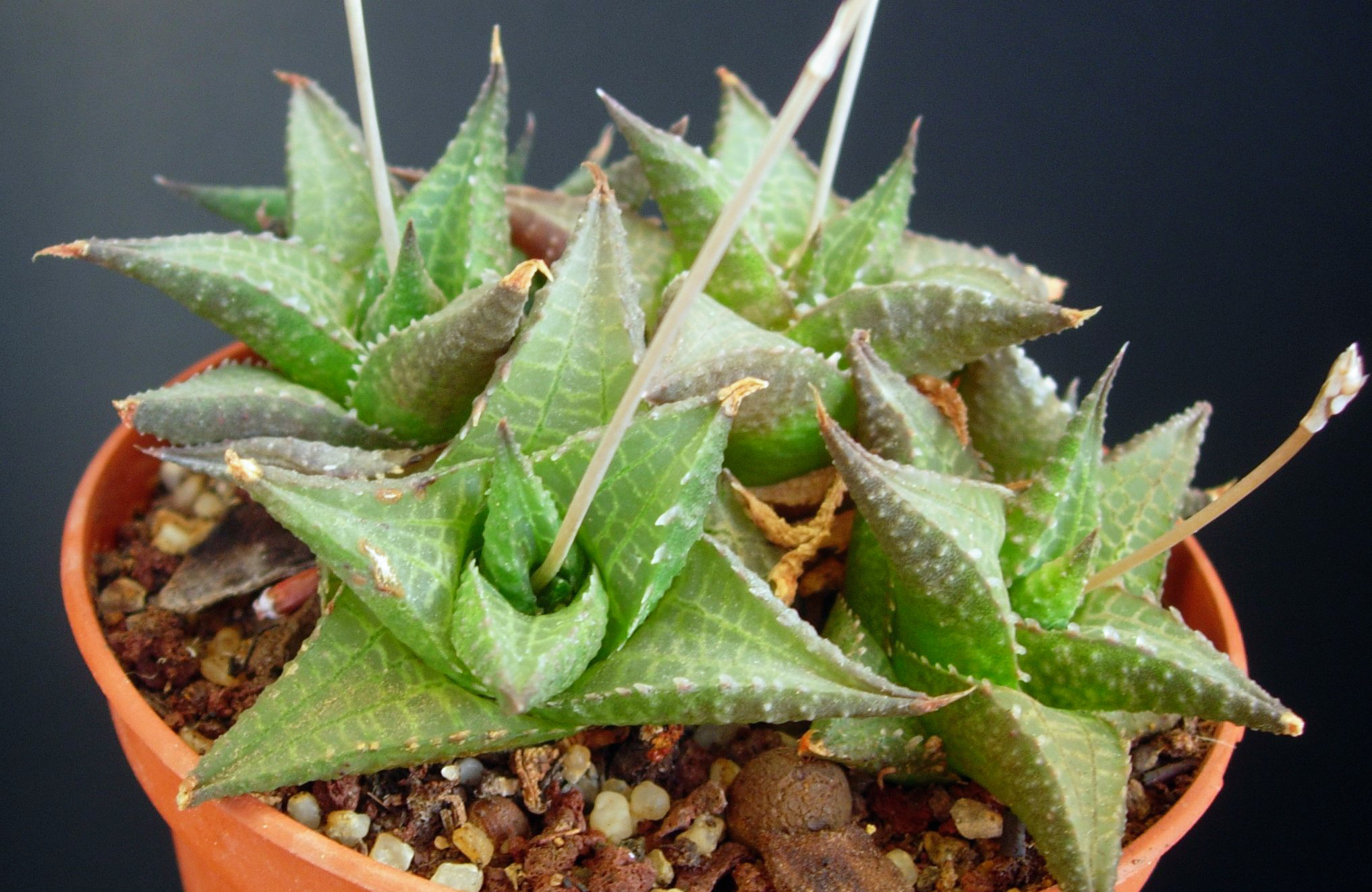
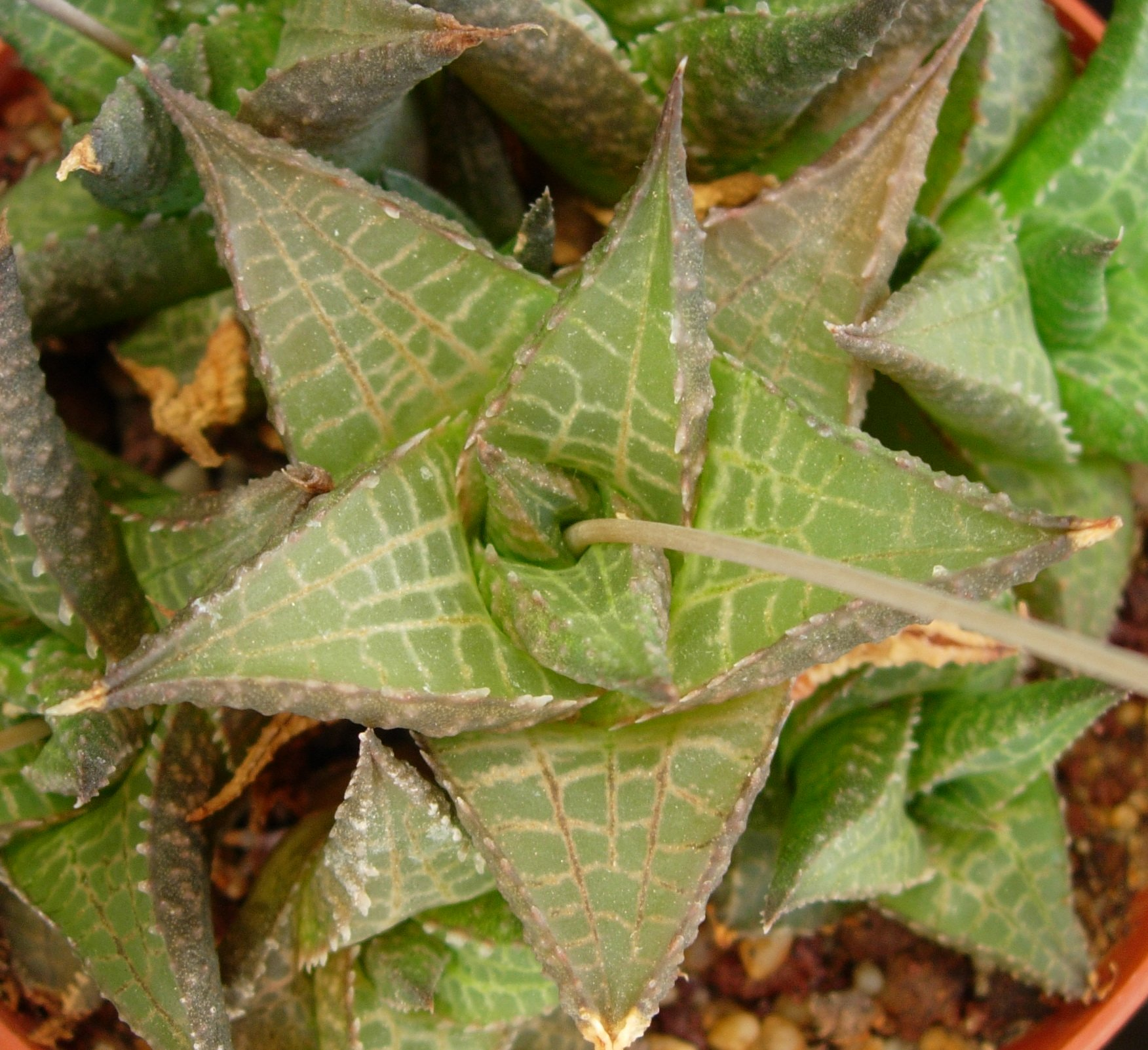
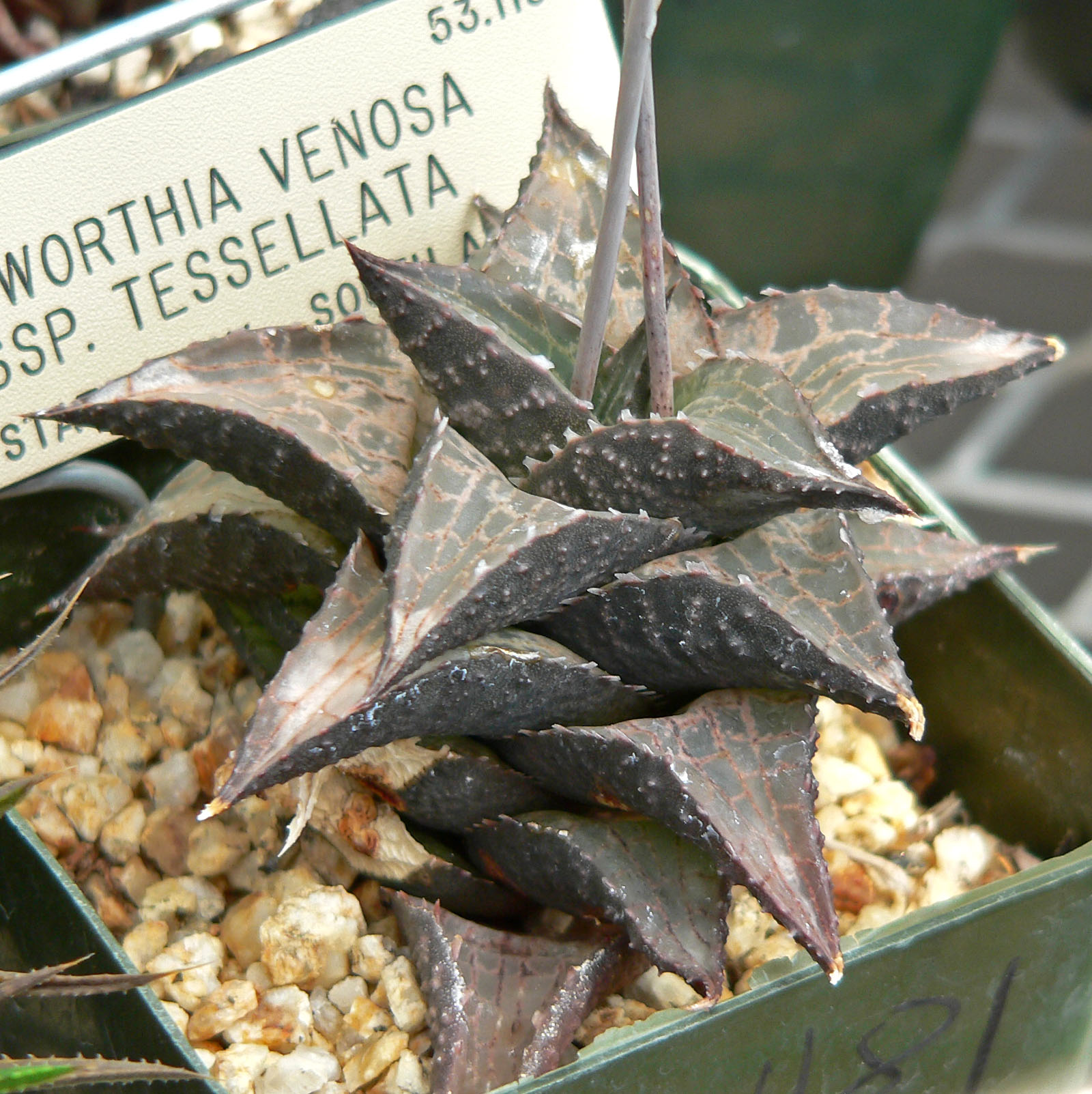